# Скотт Тауншип (округ Лекаванна, Пенсільванія)
Скотт Тауншип (англ. Scott Township) — селище (англ. township) в США, в окрузі Лекаванна штату Пенсільванія. Населення — 4629 осіб (2020).

## Демографія
Згідно з переписом 2010 року, у селищі мешкало 4905 осіб у 1978 домогосподарствах у складі 1465 родин. Було 2260 помешкань
Расовий склад населення:
| - 97,5 % — білих - 0,5 % — чорних або афроамериканців - 0,5 % — азіатів - 0,1 % — корінних американців |

До двох чи більше рас належало 1,0 %. Частка іспаномовних становила 1,0 % від усіх жителів.
За віковим діапазоном населення розподілялося таким чином: 18,7 % — особи молодші 18 років, 64,0 % — особи у віці 18—64 років, 17,3 % — особи у віці 65 років та старші. Медіана віку мешканця становила 46,5 року. На 100 осіб жіночої статі у селищі припадало 101,1 чоловіків;  на 100 жінок у віці від 18 років та старших — 99,0 чоловіків також старших 18 років.
Середній дохід на одне домашнє господарство  становив 69 590 доларів США (медіана — 54 228), а середній дохід на одну сім'ю — 74 439 доларів (медіана — 55 572). Медіана доходів становила 46 635 доларів для чоловіків та 36 522 долари для жінок. За межею бідності перебувало 8,4 % осіб, у тому числі 17,2 % дітей у віці до 18 років та 3,5 % осіб у віці 65 років та старших.
Цивільне працевлаштоване населення становило 2309 осіб. Основні галузі зайнятості: освіта, охорона здоров'я та соціальна допомога — 28,3 %, будівництво — 10,9 %, публічна адміністрація — 9,0 %, роздрібна торгівля — 8,5 %.